# Nationalpark Elbtalaue
Der Nationalpark Elbtalaue war ein deutscher Nationalpark entlang der Elbe zwischen Schnackenburg im Landkreis Lüchow-Dannenberg und Bleckede-Radegast im Landkreis Lüneburg in Niedersachsen, der nur knapp ein Jahr existierte. Er wurde 1998 eingerichtet, jedoch nach einem Normenkontrollantrag bereits 1999 wieder aufgelöst. Das Vorhaben wurde im Jahr 2002 durch das Gesetz über das Biosphärenreservat „Niedersächsische Elbtalaue“ verwirklicht.

## Das Gebiet
Das Nationalpark-Gebiet hatte eine Größe von 10.900 ha, davon waren etwa 6600 ha Wälder, Moore, Sümpfe, Wasserflächen und etwa 4000 ha Grünland. Es folgte dem Lauf der Elbe auf einer Länge von gut 50 km zwischen Wittenberge und Lauenburg (vom Nationalpark betroffene Landkreise waren: Herzogtum Lauenburg, Lüneburg, Lüchow-Dannenberg, Ludwigslust, Prignitz) und einer Breite von zumeist etwa 2 km.
Das ehemalige Nationalpark-Gebiet ist jetzt als Biosphärenreservat Niedersächsische Elbtalaue eingebettet in das 375.000 ha große Biosphärenreservat Flusslandschaft Elbe, das 1997 von der UNESCO anerkannt wurde.

## Naturschutz
Die untere Elbtalaue ist eine dynamische und abwechslungsreiche Auenlandschaft, in der trotz jahrhundertelanger Tätigkeit des Menschen bis heute viele natürliche und naturnahe Landschaftsbestandteile erhalten geblieben sind. Regelmäßige Frühjahrs- und Sommer-Hochwasser prägen die Landschaft und das Gebiet ist mit einem Bestand von mehreren hundert seltenen und bedrohten Tier- und Pflanzenarten sehr artenreich. Von besonderer ökologischer Bedeutung ist die relative Störungs- und Verkehrsarmut der Flussauen als Teil der ehemaligen innerdeutschen Grenze vor allem auch für gut 150 verschiedene Vogelarten, die dort brüten und etliche Zugvögel. Auch Fischotter und Biber kommen an der Elbe vor.
Die Elbe mäandriert hier teilweise in weiten Schleifen mit bis zu 3 km breiten Überflutungsflächen. Die Auenflächen spielen deshalb eine große Rolle als Retentionsräume im ökologischen Hochwasserschutz.

## Das Gerichtsurteil
Am 15. Januar 1998 teilte das Bundesministerium für Umwelt, Naturschutz und Reaktorsicherheit (BMU) mit, dass der geplante Nationalpark die Naturschutzanforderungen nicht erfüllt.
Dennoch trat die Nationalparkverordnung „Elbtalaue“ der Niedersächsischen Landesregierung am 6. März 1998 in Kraft. Daraufhin reichte ein Landwirts-Ehepaar am 5. Juni 1998 einen Antrag auf Normenkontrolle ein, da es sich durch Nutzungseinschränkungen existenziell bedroht sah. Wesentliche Begründung des Antrags war, dass der Nationalpark den Anforderungen des Niedersächsischen Naturschutzgesetzes widerspreche, da es sich bei dem Gebiet nicht um eine „vom Menschen nicht oder nur wenig beeinflusste Fläche“, sondern um eine Kulturlandschaft handele. Am 22. Februar 1999 erklärte dann das Niedersächsische Oberverwaltungsgericht Lüneburg (OVG Lüneburg) mit einem Urteil die Nationalparkverordnung für nichtig.
Diesem Urteil folgte der 6. Senat des Bundesverwaltungsgerichtes (BVerwG) endgültig mit einem Beschluss am 10. September 1999.